# Giovanni Claudio Fava

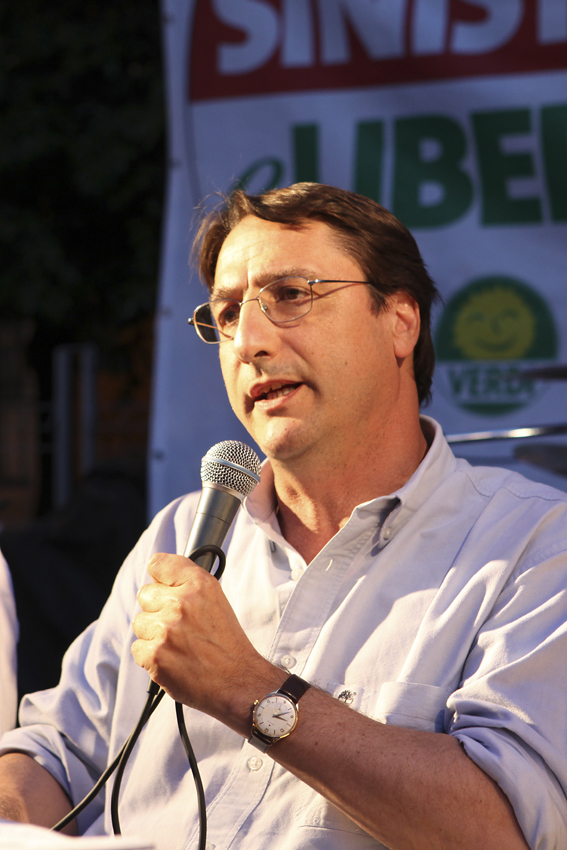
Claudio Fava

Giovanni Claudio Fava este un om politic italian, membru al Parlamentului European în perioada 1999-2004 și în perioada 2004-2009 din partea Italiei.
1. ↑  „Giovanni Claudio Fava”, Internet Movie Database, accesat în 16 octombrie 2015
2. ↑  Autoritatea BnF, accesat în 10 octombrie 2015
3. 1 2  Deputații în Parlamentul European
4. ↑   http://www.assembly.coe.int/nw/xml/AssemblyList/MP-Details-EN.asp?MemberID=3176 Lipsește sau este vid: |title= (ajutor)